# Suore domenicane ancelle del Signore
Le Suore Domenicane Ancelle del Signore sono un istituto religioso femminile di diritto pontificio.

## Storia
Le origini della congregazione risalgono al monastero dei Santi Domenico e Francesco, fondato nel 1531 a Popiglio; nel 1659 Francesco Rinuccini, vescovo di Pistoia, unì la comunità a quella di un attiguo monastero francescano e nel 1785, per volere del granduca Pietro Leopoldo, l'istituto fu trasformato in conservatorio.
La comunità fu trasformata in congregazione religiosa nel 1954 e ricevette il pontificio decreto di lode il 29 giugno 1959.

## Attività e diffusione
Le suore si dedicano all'istruzione e all'educazione della gioventù, alla collaborazione all'apostolato parrocchiale e alle opere di carità.
La sede generalizia è a Roma.
Alla fine del 2015 l'istituto contava 46 religiose in 9 case.